# Sitangkai
Sitangkai (Bayan ng Sitangkai) är en kommun i Filippinerna. Kommunen ligger på ön Suluöarna, och tillhör provinsen Tawi-Tawi. Folkmängden uppgår till 52 772 invånare.
Sitangkai är indelat i 9 barangayer.